# Les Marana
Les Marana (em português, As Maranas) é uma novela de Honoré de Balzac publicada em livro em 1834 nas edições Madame Béchet, depois em 1846 na edição Furne de A Comédia Humana, no segundo tomo dos Estudos filosóficos com Adieu, L'Enfant maudit e Le Réquisitionnaire. Antes disso, Balzac havia feito aparecer esse texto em dois capítulos em 1832, depois em 1833 na Revue de Paris.
A novela é formada de dois episódios: o primeiro "é uma dessas histórias de paixão que o romantismo gostava de desenrolar num cenário italiano ou espanhol." O segundo "é a história muito interessante de um casal mal combinado, cheia de observações agudas sobre o casamento, as mulheres incompreendidas, a intransponibilidade das barreiras sociais [...]"
Segundo Marcel Barrière em seu clássico estudo sobre A Comédia Humana, "a ignóbil sensualidade do traidor Montefiore, observada em seus vergonhosos efeitos ao mesmo tempo que a divina expressão de amor espontâneo de Juana, forma um dos melhores estudos possíveis do coração humano, investigado em seus abismos bem como no que tem de mais puro." Um tema que se destaca é o do amor materno irrestrito, não só da cortesã que abdica da guarda da filha para que esta possa ter um destino melhor, como da própria filha que, frustrada com o marido, concentra todas as suas energias na educação dos dois filhos. Outro tema, que será retomado por Dostoiévski, é o do jogador compulsivo.

## Enredo
A novela começa de maneira violenta, com a tomada da cidade espanhola de Tarragona pelas tropas do marechal Suchet em 1811. "Tarragona tomada de assalto, Tarragona colérica, fazia fogo por todas as janelas, Tarragona violada, com os cabelos desfeitos, seminua, com as ruas em chamas, inundadas de soldados franceses mortos ou matando [...]".
Marana é uma prostituta italiana expulsa de Veneza pelas guerras da Revolução Francesa. Ela pertence a uma família na qual a prostituição é uma atividade ancestral. Refugiada em Tarragona com sua filha Juana, que ela confiou ao negociante de fazendas Perez de Lagounia e a sua esposa para que eles a eduquem, sempre ocultou da filha suas origens. A Marana tem esperança de que o destino de prostituta que pesa sobre as mulheres da sua família terá fim com Juana, que poderá ter um casamento digno. Mas o capitão Montefiore, que se instala na mansão precisamente porque lá há uma bela jovem, vem contrariar os planos da Marana. Ela descobre Montefiore no quarto de sua filha e ameaça matá-lo. Juana terá dele um filho, Juan, que ele não reconhece, pois consegue evitar o casamento confiando Juana a seu amigo, o capitão Diard, que se casa com ela. Juana lhe dá um filho legítimo. Diard abandona a carreira militar e leva sua família a Paris, onde ele espera ter sucesso. Infelizmente, ele não chega a nada, e a atitude de Juana não o encoraja. Diard faz maus negócios, leva uma vida dissipada. Ele tenta levar sua família a Bordéus e depois aos Pireneus, onde ele se entrega ao jogo. Surge, então, Montefiore para o arruinar definitivamente.
Pessimista, começada tendo por pano de fundo um massacre, terminada em decadência, essa novela é uma das narrativas mais sombrias de Balzac. Seus amigos italianos criticaram em 1837 (principalmente a literata nacionalista Clara Maffei) a imagem pouco elogiosa que ele havia apresentado deles e de seu país. Assim, Balzac escreve com carinho extremo Massimilla Doni, que dá uma visão mais brilhante de Veneza, da alma italiana e da beleza das mulheres, para se fazer perdoar.